# مدل‌های سه‌بعدی شهرها

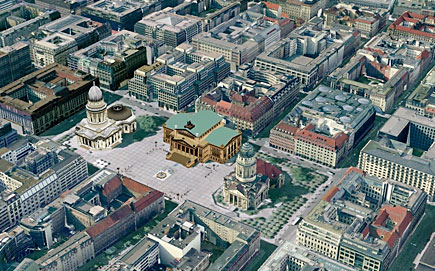
مدل سه‌بعدی شهر برلین

مدل‌های سه‌بعدی شهرها به مدل‌هایی گفته می‌شود که برای بازنمایی دیجیتال از سطح زمین و اشیاء مربوط به شهر (کارخانه‌ها، ساختمان‌ها، پارک‌ها) استفاده می‌شود.

## موارد استفاده
در بسیاری از موارد از مدل‌های سه‌بعدی شهرها استفاده می‌شود:
- تجسم شهر برای مقاصد مختلف مانند جذب توریسم و تورهای مجازی.
- برای برنامه‌ریزی شهری.
- در سیستم‌های ناوبری.
- در سیستم‌های حمل و نقل هوشمند.
- برای مدل‌سازی سر و صدا.
- بازرسی ناحیه بزرگ برای گرماسنجی و دمانگاری از ساختمان‌ها.